# Groși
Groși é uma comuna romena localizada no distrito de Maramureș, na região histórica da Transilvânia. A comuna possui uma área de 23.53 km² e sua população era de 2474 habitantes segundo o censo de 2007.